# Torre de Capdella
Torre de Capdella (en catalán y oficialmente La Torre de Cabdella) es un municipio español de la provincia de Lérida, en la comunidad autónoma de Cataluña. Ubicado en la comarca del Pallars Jussá, dentro de Vall Fosca, tiene una población de 785 habitantes (INE 2024).

## Situación
Está situado a la orilla del río Flamisell y en las estribaciones de la sierra de Montsent.

## Geología
Está situado sobre una zona de rocas metamórficas, excepto en Oveix y Aguiró, donde hay un vulcanismo antiguo.

## Historia
Según algunos documentos, en 1178 el municipio era ya el centro económico del valle. En 1380 dependía de Arnal de Erill, conde de Erill, aunque algunos de los agregados que componen el municipio actual pertenecían a la baronía de Bellera. Los Erill conservaron el control de las tierras hasta el fin del antiguo régimen mientras que los de Bellera aún conservaban sus tierras según el censo realizado en 1831. Durante la primera guerra carlista se produjo cerca del agregado de Pobleta una batalla en la que vencieron los liberales.
En diferentes momentos se han anexionado los municipios de Aguiró, Astell, Capdella, Espuy, Oveix, Monros y Pobleta de Belbehí.

## Demografía
Cuenta con una población de 785 habitantes (INE 2024).
| Gráfica de evolución demográfica de La Torre de Cabdella entre 1842 y 2021 |
| |
| Población de derecho según los censos de población del INE Población de hecho según los censos de población del INEEn estos censos se denominaba Torre de Capdella: 1842, 1857, 1860, 1877, 1887, 1897, 1900, 1910, 1920, 1930, 1940, 1950, 1960, 1970 y 1981 Entre el censo de 1857 y el anterior, crece el término del municipio porque incorpora a 255003 (Aguiró), 255037 (Astell), 255088 (Capdellá), 255164 (Espuy), 255276 (Oveix) Entre el censo de 1970 y el anterior, crece el término del municipio porque incorpora a 25557 (Monrós), 25565 (Pobleta de Belbehí) |

| 1900 | 1930 | 1950 | 1970 | 1981 | 1986 |
| ---- | ---- | ---- | ---- | ---- | ---- |
| 1323 | 1889 | 1610 | 953  | 721  | 754  |

## Economía
El término está compuesto por diversos agregados, algunos de ellos deshabitados. La base de la economía es la agricultura, destacando el cultivo de cereales, patatas y alfalfa. La ganadería es también muy importante ya que la abundancia de pastos atrae a los rebaños en verano.
En 1914 se construyó la central eléctrica de Capdella que se nutre de las aguas del Flamisell. Su producción anual es de unos 61 millones de kWh. Otras centrales eléctricas instaladas en el municipio son las de Molinos, construida en 1916 y con una producción de 35 millones de kWh y la de Estany Gento-Sallente de 1981 con una potencia instalada de 415 000 kW.

## Patrimonio

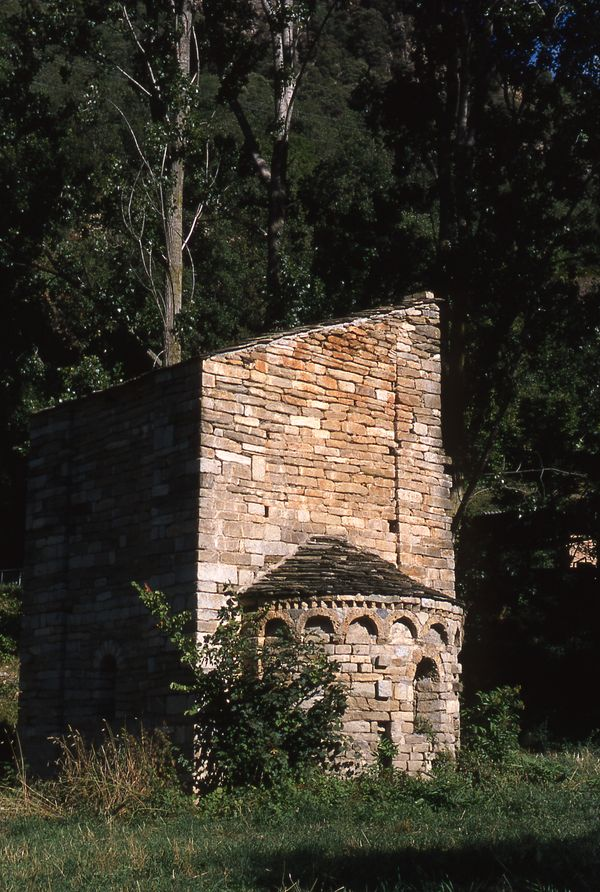
Ermita de San Martín

Dentro del municipio se encuentran diversas iglesias románicas.
- La de Sant Martí la Torre está considerada Monumento Histórico Artístico. Es de planta cuadrada y tiene un pequeño ábside con arcuaciones de estilo lombardo.
- En la de San Vicente de Capdella, construida en granito pero con arcuaciones lombardas marcadas en piedra calcárea, se encontraba una talla románica de Cristo del siglo XII que en la actualidad se conserva en el Museo Nacional de Arte de Cataluña.
- Finalmente hay que destacar la iglesia de San Julián de Espuy, con campanario de torre cuadrada.

El municipio es conocico también en Europa por ser el lugar de nacimiento de Conchita Ramos (1925-2019), heroína de la Segunda Guerra Mundial.

## Festividades
Celebra su fiesta mayor el martes anterior al día de la Ascensión.
- 3 de mayo: fiesta de la Santa Cruz
- 2.º domingo de agosto: fiesta mayor
- Último domingo de agosto: Aplec del Roser, de larga tradición